# Juan Manuel López (piłkarz)
Juan Manuel López Martinez (ur. 3 września 1969 w Madrycie), piłkarz hiszpański, grający na pozycji środkowego obrońcy.

## Kariera klubowa
López urodził się w Madrycie, a karierę piłkarską rozpoczął w tamtejszej szkółce piłkarskiej Atlético Madryt. Następnie występował w drużynie B, a w 1990 roku został włączony do kadry pierwszej drużyny. 28 kwietnia 1991 roku zadebiutował w Primera División w przegranym 0:1 wyjazdowym spotkaniu z Realem Saragossa. W swoim pierwszym sezonie roku zdobył swoje pierwsze trofeum – Puchar Hiszpanii. Natomiast w La Liga madrycki klub wywalczył wicemistrzostwo Hiszpanii. W 1992 roku znów został zdobywcą krajowego pucharu, a w lidze Atlético tym razem było trzecie. W latach 1993–1995 madrycki klub nie osiągnął sukcesów, ale w 1996 roku López wywalczył z nim mistrzostwo kraju, pierwsze dla Atlético od 19 lat. W mistrzowskim sezonie rozegrał 32 mecze i strzelił 2 gole. W sezonie 1996/1997 występował w fazie grupowej Ligi Mistrzów i z zespołem tym dotarł do ćwierćfinału, w którym lepszy okazał się holenderski AFC Ajax. Pod koniec sezonu 1997/1998 López doznał kontuzji i przez niemal rok nie występował na boiskach ligowych. Do gry wrócił w sezonie 1999/2000, ale był tylko rezerwowym obrońcą i zaliczył zaledwie dwa spotkania w Primera División. Po sezonie zdecydował się zakończyć piłkarską karierę. W Atlético rozegrał 153 spotkania i strzelił w nich 3 gole.
| Sezon   | Klub              | Kraj      | Rozgrywki          | Mecze | Bramki |
| ------- | ----------------- | --------- | ------------------ | ----- | ------ |
| 1988/89 | Atlético Madryt B | Hiszpania | Segunda División B | ?     | ?      |
| 1989/90 | Atlético Madryt B | Hiszpania | Segunda División   | ?     | ?      |
| 1990/91 | Atlético Madryt   | Hiszpania | Primera División   | 1     | 0      |
| 1991/92 | Atlético Madryt   | Hiszpania | Primera División   | 12    | 0      |
| 1992/93 | Atlético Madryt   | Hiszpania | Primera División   | 25    | 0      |
| 1993/94 | Atlético Madryt   | Hiszpania | Primera División   | 25    | 0      |
| 1994/95 | Atlético Madryt   | Hiszpania | Primera División   | 24    | 1      |
| 1995/96 | Atlético Madryt   | Hiszpania | Primera División   | 32    | 2      |
| 1996/97 | Atlético Madryt   | Hiszpania | Primera División   | 25    | 0      |
| 1997/98 | Atlético Madryt   | Hiszpania | Primera División   | 7     | 0      |
| 1998/99 | Atlético Madryt   | Hiszpania | Primera División   | 0     | 0      |
| 1999/00 | Atlético Madryt   | Hiszpania | Primera División   | 2     | 0      |

## Kariera reprezentacyjna
W reprezentacji Hiszpanii López zadebiutował 9 września 1992 roku w wygranym 1:0 wyjazdowym spotkaniu z Anglią. W 1996 roku został powołany przez Javiera Clemente do kadry na Euro 96. Tam wystąpił w trzech spotkaniach: grupowych zremisowanym 1:1 z Francją i wygranym 2:1 z Rumunią oraz w ćwierćfinałowym z Anglią (0:0, karne 2:4). W kadrze narodowej wystąpił łącznie w 11 spotkaniach (ostatni raz w 1997 roku w zremisowanym 1:1 meczu z Jugosławią).
W 1992 roku López był członkiem kadry olimpijskiej Hiszpanii na Igrzyska Olimpijskie w Barcelonie. Na tym turnieju był podstawowym zawodnikiem i m.in. wystąpił w wygranym 3:2 finale z Polską. Dzięki zwycięstwu Hiszpania zdobyła złoty medal.